# Історична бібліотека Сілі
Історична бібліотека Сілі (англ. Seeley Historical Library) — історична бібліотека Кембриджського університету, Англія. Вона розташована у будівлі історичного факультету на території Сіджвік біля Вест-роуд, Кембридж. З жовтня 2003 року книги, що надходять, класифікуються відповідно до схеми Бібліотеки Конгресу; а до цього використовувалася унікальна система.
Бібліотека відкрита тільки для студентів вищих навчальних закладів. Час роботи бібліотеки: Сім 

## Історія
Історична бібліотека була створена в 1807 році з колекцією з тисячі книг подарованих за заповітом Джона Саймондса, професора сучасної історії. Після кількох років занедбаності бібліотека знову стала пріоритетом у 1884 році за вказівкою Оскара Браунінга. Його перенесли з галереї Філософської бібліотеки до Королівського коледжу в 1890 році.
У 1895 році було створено меморіальний фонд на честь заслуг історика сера Джона Сілі перед Британською імперією та університетом; більша частина цього фонду була присвячена бібліотеці, яка була названа на його честь у 1897 році.
У 1912 році колекція переїхала на верхній поверх Художньої школи на вулиці Бене'т, а в 1935 році — у Старі школи. У 1968 році Seeley переїхав на сайт Sidgwick як частину нової будівлі історичного факультету спроєктованої Джеймсом Стірлінгом[уточнити термін].
Сьогодні[коли?] бібліотека може вміщувати понад 300 студентів та містить понад 95 000 томів. Мансардне вікно над читальною залою є важливою частиною дизайну, хоча його важко побачити зовні будівлі та не впливає на його силует.
Хоча цією будівлею захоплювалися студенти-архітектори тим, кому доводиться в ній працювати, її оцінюють менше. В огляді 1968 року було зазначено, що людям, орієнтованим на гуманітарні науки може бути важко керувати екологічними засобами. Щоб зробити його придатним для використання, були необхідні дорогі модифікації, і в 1984 році університет був близький до того, щоб знести всю будівлю.. Спроба реконструкції Стірлінга створити екологічно стійку структуру була оголошена у 2004 році. Проєкт очолив Джон Макаслан, який сказав, що «головна проблема будівлі полягає в тому, що вона протікає, вона занадто яскрава, занадто жарка влітку і занадто холодна взимку».
Проблеми з дренажем і витоками залишаються в бібліотеці Сілі, і подальша спроба розв'язати цю проблему була зроблена влітку 2015 року, коли була повністю нова поверхня плоского бетонного даху над стосами книг.

## Акція за перейменування бібліотеки

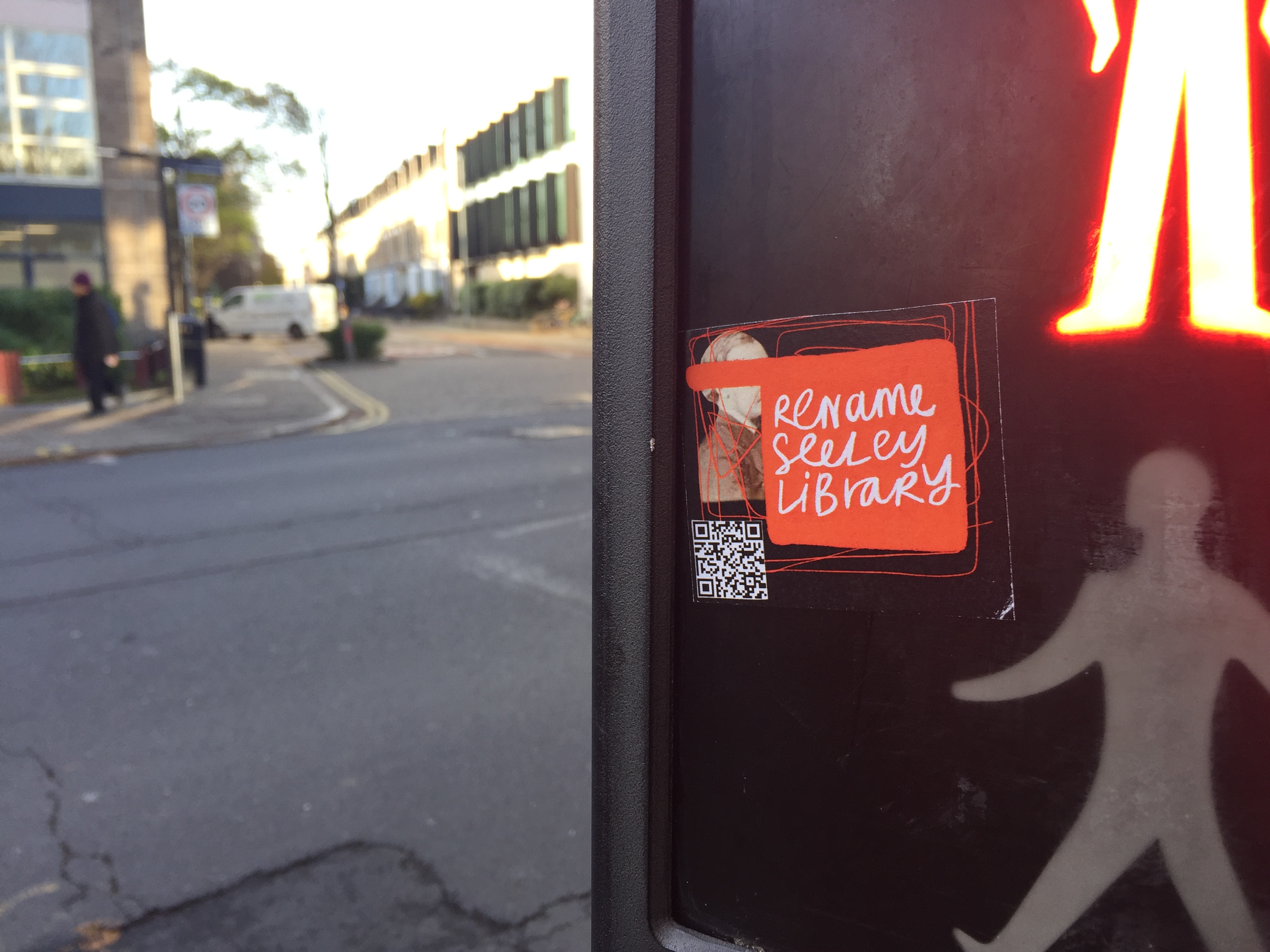
Наклейка «Перейменувати бібліотеку Сілі» на знаку перетину дороги навпроти Бейтмен-стріт у Кембриджі

У листопаді 2021 року петиція із закликом до Кембриджського університету змінити назву бібліотеки на Бібліотеку історичного факультету зібрала понад 500 підписів. Три університетські товариства підтримали петицію, яка закликає історичний факультет університету перейменувати Історичну бібліотеку Сілі, оскільки її нинішня назва вшановує Джона Роберта Сілі, кембриджського історика, «відомого своїм виправданням Британської імперії» At Christ’s College where Seeley studied and was a tutor, the former "Seeley History Society" has been renamed "Christ’s College History Society"..